# Jasmine Blocker
Jasmine Blocker (* 9. Juni 1992 in Great Neck, New York) ist eine ehemalige US-amerikanische Leichtathletin, die sich auf den Sprint spezialisiert hat. Ihren größten sportlichen Erfolg feierte sie mit dem Gewinn der Goldmedaille bei den Weltmeisterschaften 2019 in Doha in der Mixed-Staffel.

## Sportliche Laufbahn
Jasmine Blocker wuchs in New York auf und studierte von 2011 bis an der Princeton University. 2018 startete sie mit der US-amerikanischen 4-mal-400-Meter-Staffel bei den NACAC-Meisterschaften in Toronto und siegte dort in 3:26,08 min gemeinsam mit Briana Guillory, Kiana Horton und Courtney Okolo. Im Jahr darauf siegte sie bei den IAAF World Relays 2019 in Yokohama in 3:16,43 min in der Mixed-Staffel und Ende September verhalf sie dem Team bei den Weltmeisterschaften in Doha zum Finaleinzug und trug damit zum Gewinn durch die US-amerikanische Mannschaft bei.

## Persönliche Bestzeiten
- 400 Meter: 51,46 s, 22. Juni 2018 in Des Moines
  - 400 Meter (Halle): 52,40 s, 29. Februar 2016 in Birmingham